# لوسيا ألبيرتي
لوسيا ألبيرتي (بالإيطالية: Lucia Aliberti)‏ هي مغنية أوبرا ومغنية إيطالية، ولدت في 12 يونيو 1957 في مسينة في إيطاليا.

## وصلات خارجية
- لوسيا ألبيرتي على موقع IMDb (الإنجليزية)
- لوسيا ألبيرتي على موقع مونزينجر (الألمانية)
- لوسيا ألبيرتي على موقع ميوزك برينز (الإنجليزية)
- لوسيا ألبيرتي على موقع أول ميوزيك (الإنجليزية)
- لوسيا ألبيرتي على موقع ديسكوغز (الإنجليزية)